# Bánffy Katalin (memoáríró)
losonci gróf Bánffy Katalin (Budapest, 1924. június 5. – Tanger, 2025. február 14.) memoáríró, a losonci Bánffy család grófi ága nevének utolsó viselője, Bánffy Miklós lánya, hagyatékának gondozója. Nagyapja Bánffy György (1845–1929) képviselő, dédapja Bánffy Miklós (1801–1894), aki a grófi címet 1880-ban szerezte.

## Élete
1946. október 24-én kötött házasságot Ted Jelennel, három gyermekük született: Elisabeth (1948–), Nicolette (1950–) és David (1956–1999). Fia és férje meghaltak, egyik leánya Párizsban, a másik New Yorkban, ő maga Tangerben élt. 2024-ben ünnepelte századik születésnapját.
Édesapja emlékének ápolásáért, az Erdély-trilógia angolra fordításáért 2012-ben a Magyar Érdemrend tisztikeresztjével tüntették ki.

## Könyvei
- Ének az életből; Polis, Kolozsvár, 2005
- Ének az életből; Helikon, Budapest, 2014[6]